# Guli (sockenhuvudort i Kina, Inre Mongoliet)
Guli (kinesiska: 古里, 古里乡) är en sockenhuvudort i Kina. Den ligger i den autonoma regionen Inre Mongoliet, i den norra delen av landet, omkring 1 500 kilometer nordost om regionhuvudstaden Hohhot. Antalet invånare är 5 253. Befolkningen består av 2 485 kvinnor och 2 768 män. Barn under 15 år utgör 10,0 %, vuxna 15-64 år 83 %, och äldre över 65 år 6,0 %.
Runt Guli är det mycket glesbefolkat, med 4 invånare per kvadratkilometer. Det finns inga andra samhällen i närheten. Omgivningarna runt Guli är en mosaik av jordbruksmark och naturlig växtlighet.